# Hajniniec
Hajniniec (biał. Гайнінец; ros. Гайнинец) – wieś na Białorusi, w obwodzie brzeskim, w rejonie lachowickim, w sielsowiecie Honczary.
W pobliżu miejscowości znajduje się przystanek kolejowy Romanowszczyzna, położony na linii Równe – Baranowicze – Wilno.

## Historia
W dwudziestoleciu międzywojennym leżał w Polsce, w województwie nowogródzkim, w powiecie baranowickim, w gminie Niedźwiedzica. W 1921 miejscowość liczyła 377 mieszkańców, zamieszkałych w 60 budynkach, w tym 376 Polaków i 1 Białorusina. 366 mieszkańców było wyznania rzymskokatolickiego i 11 prawosławnego.
Po II wojnie światowej w granicach Związku Sowieckiego. Od 1991 w niepodległej Białorusi.